# Kate Vernon
Pour les articles homonymes, voir Vernon.
Kate Vernon,  née le 21 avril 1961 à Toronto, (Ontario, Canada), est une actrice canado-américaine.
Elle est la fille de l'acteur canadien John Vernon.

## Filmographie

### Cinéma
- 1983 : Les Anges du mal (Chained Heat) : Cellmate
- 1984 : Roadhouse 66 : Melissa Duran
- 1984 : Alphabet City : Angela
- 1986 : Rose bonbon (Pretty in Pink) : Benny Hanson
- 1986 : The Last of Philip Banter : Brent
- 1988 : Hostile Takeover : Sally
- 1990 : Mob Story : Mindy
- 1992 : Classe spéciale (Jackpot) : Prudence
- 1992 : Malcolm X : Sophia
- 1994 : Dangerous Touch : Amanda Grace
- 1994 : Soft Deceit : Anne Fowler
- 1995 : Bloodknot : Kaye
- 1999 : The Secret Life of Girls : Kay (Age 40)
- 2004 : Grave Matters (vidéo) : Christine
- 2004 : Buds for Life : Valerie Quinlan
- 2005 : Confession : Detective Robin Mallory
- 2006 :  Last Chance Cafe : Hallie Boyer
- 2010 : The Last Song : Susan Blakelee

### Télévision
- 1984 : Flight 90: Disaster on the Potomac (TV) : Donna Adams
- 1981 : Falcon Crest ("Falcon Crest") (série télévisée) : Lorraine Prescott (1984-1985)
- 1987 : À nous deux, Manhattan ("I'll Take Manhattan") (feuilleton TV) : Nanette Alexander
- 1990 : Madame est servie ("Who's the Boss?") (TV) L’escapade de Tony (The all-nighter) -  L'arlésien (Ridiculous liaisons) - Panique au nouveau Mexique (Hey dude!) - Décision délicate (Did you ever have to make up your mind) - : Kathleen Sawyer.
- 1991 : Daughters of Privilege (TV) : Diana
- 1991 : Perry Mason: The Case of the Glass Coffin (TV) : Terry Weidner
- 1993 : House of Secrets (TV) : Laura Morrell
- 1993 : Les Contes de la crypte (série télévisée), Jusqu'à ce que la mort nous sépare (5x13) :  Lucy Chadwick
- 1994 : Probable Cause (TV) : Lynn Reilly
- 1995 : Fausse identité (The Sister-in-Law) (TV) : Rae Phillips / Sally Rae Preston / 'Kelly Richards
- 1996 : Downdraft (TV) : Alexa
- 1997 : Inondations: Un fleuve en colère (Flood: A River's Rampage) (TV) : Pat Mallory
- 1997 : Joe's Wedding : Uta Mann
- 1998 : Star Trek : Voyager (TV), In the Flesh (5x04) : Valerie Archer
- 1998 : Blackjack (TV) : Dr Rachel Stein
- 1999 : Y2K (TV) : Alix Cromwell
- 2001 : Largo Winch (Largo Winch: The Heir) (TV) : Monique Winch-Hastings
- 2003 : Un bateau de rêve (Wilder Days) (TV) : Dorothy Morse
- 2004 - 2009 : Battlestar Galactica (série télévisée) : Ellen Tigh
- 2005 : The Family Plan (TV) : Victoria Walcott
- 2005 : School of Life (TV) : Ellie Warner
- 2005 : L'École des champions (Knights of the South Bronx) (TV) : la femme de Richard
- 2010 : Heroes (TV) : Vanessa Wheeler
- 2011 : Red Faction: Origins (TV) : La Matriarche
- 2014 : Les 100 (TV) : Diana Sydney
- 2015 : La Trêve de Noël : Helena
- 2019 : The Morning Show (TV) : Geneva Mickland

## Voix françaises
- Frédérique Cantrel dans :
  - Les cavaliers du sud du Bronx : Pat Mason (2005)
  - Battlestar Galactica : Ellen Tigh (2006-2009)